# 成人网站
成人网站是指以性為主題、针对成年人而设立的内容网站，专门为性生活爱好者或其他有关成年人提供信息交流或共享平台。成人网站多数会涉及未成年不宜閱覽的色情或情色内容，所以在很多国家受到管制。成人网站的经营多数以盈利为目的，但是也有一部分是免费的。在诸如日本、美国及欧洲等国家和地区，成人网站這一性產業呈现异常繁荣的景象，相关的产业也应运而生。成人网站并非都是色情的，有一部分成人网站提供健康的性信息指导或介绍。

## 概述
成人网站在很多国家是合法的，但有些成人网站會禁止侵犯他人人权的內容，如非法偷拍、强奸、粪便色情、非法性虐待等。此種內容在欧美部分國家也是明令禁止。
大部份成人网站本身亦设有年龄分级限制，在“合法”的情况下，网站对访问者的年龄限制为20岁以上，也有限制为18岁以上，这在不同国家有不同规定，不过对其18禁的“警告”是否能真正保护未成年人的健康也有争议。而像Google这种大型的搜索引擎，均会默认打开安全搜索（Safe Search）选项，安全搜索可以过滤掉包含露骨的性内容的网站，并将其从搜索结果中删除。Google在帮助页面中介绍，没有任何一个过滤器能做到100%准确地过滤，但安全搜索应当能够过滤掉大多数不当资料，如成人网站。

## 各地区規範
國際社會保護青少年的常見做法是由政府對轄區內的網站進行內容分級。基於網絡自由及成人有自主選擇權的考量，大多數的國家不會對外國的成人網站進行直接的封鎖或限制。不過在政府、企業、圖書館、車站、教育機構等場所，通過在内部网屏蔽等手段封鎖成人網站，或是對轄區內的網站進行內容分級。

### 中華人民共和國
中華人民共和國政府禁止在境內開設成人網站。對於在境外的大型免費成人網站，一般利用防火長城進行封鎖。而在三間ISP中，以中國移動的封鎖最為嚴厲，其在防火长城的基础上，额外封锁“不良”网站累计超60万个，这表示，在使用移动无线网络及铁通宽带时将会有更多的港澳台及海外网站无法访问，但是在其它ISP的网络下则正常。

### 台灣

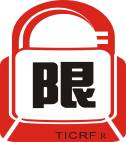
電腦網路內容分級處理辦法 限制級分級標識

中華民國的財團法人台灣網站分級推廣基金會的《電腦網路內容分級處理辦法》提供指引讓有青少年的家庭及父母，自己決定採取何種保護孩子的做法，如為電腦安裝過濾軟件等。在民間中華電信推出付費使用的「色情守門員」服務在機房直接阻擋、過濾色情網站，由客戶主動申請使用，但此種服務也引發非官方審查的爭議。

### 泰國
根據泰國《電腦犯罪法》，色情網站為非法網站。